# Herb gminy Jastrzębia
Herb gminy Jastrzębia – jeden z symboli gminy Jastrzębia, autorstwa Włodzimierza Chorązkiego, ustanowiony 4 września 2013.

## Wygląd i symbolika
Herb przedstawia na tarczy w polu błękitnym jastrzębia srebrnego, z orężem i dzwonkami złotymi, stojącego na takiejż gałęzi dębowej z jednym liściem i żołędziem. Jastrząb jest nawiązaniem do puszczańskich tradycji okolicy związanej z odłowem jastrzębi, jak też do nazwy siedziby władz gminy, Jastrzębi. Gałązka dębowa ma symbolizować Puszczę Kozienicką, w której otulinie znajduje się dzisiaj część gminy. Błękitne pole tarczy nawiązuje do maryjnych wezwań dwóch najstarszych kościołów parafialnych w gminie, tzn. Wniebowzięcia NMP w Goryniu oraz Zwiastowania NMP w Jastrzębi.